# 9374 Sundre
9374 Sundre è un asteroide della fascia principale. Scoperto nel 1993, presenta un'orbita caratterizzata da un semiasse maggiore pari a 2,3054081 UA e da un'eccentricità di 0,1882546, inclinata di 1,01693° rispetto all'eclittica.